# SLC13A5
SLC13A5‏ (Solute carrier family 13 member 5) هوَ بروتين يُشَفر بواسطة جين SLC13A5 في الإنسان.